# Negoziierungskredit
Der Negoziierungskredit, oft auch Negotiationskredit, ist eine Form der Außenhandelsfinanzierung mittels eines Wechsels, die vor allem bei Überseegeschäften vorkommt.
Dabei kauft die Bank des Exporteurs (Verkäufers) einen vom Verkäufer auf den Importeur (Warenempfänger) gezogenen Wechsel lediglich auf Basis der Frachtdokumente auf, noch bevor das zugrunde liegende Geschäft vollständig abgewickelt ist. Die Bank des Exporteurs wiederum sichert sich gleichzeitig über einen Letter of Credit der Bank des Importeurs ab oder kauft diesen Wechsel direkt im Auftrag der Bank des Warenempfängers.
Mit dem Negoziierungskredit verwandt ist der Rembourskredit, bei dem die Bank des Exporteurs den Wechsel allerdings nur akzeptiert und nicht diskontiert.